# Jan Siemerink
Johannes Martinus "Jan" Siemerink (Rijnsburg, 14 april 1970) is een voormalig Nederlands tennisser.

## Tennissen
Siemerink was profspeler van 1989 tot 2002. In die tijd won hij vier titels in het enkel- en tien in het dubbelspel. Op 't Melkhuisje won hij het herendubbel in 1991 met Richard Krajicek en in 1994 met Daniel Orsanic.
Zijn succesvolste jaar was 1998, toen hij de toernooien van Rotterdam en Toulouse (winst Greg Rusedski) won. In Rotterdam versloeg hij Goran Ivanišević in de eerste ronde, Patrick Rafter in de kwartfinale, Richard Krajicek in de halve finale en Thomas Johansson in de finale – allemaal of uiteindelijk allemaal Grand Slam-winnaars – waardoor men die toernooizege als belangrijkste kan beschouwen. In 1998 haalde hij op de ATP-ranglijst de veertiende plaats. Ook haalde hij dat jaar de kwartfinale op Wimbledon. Siemerink was ook een succesvol Davis Cup-speler. Hij nam aan zestien ontmoetingen deel en haalde een positieve balans: hij won dertien wedstrijden in het enkelspel en vier dubbels.
Hij behoorde tot de 'Gouden generatie' van het tennis - Richard Krajicek, Paul Haarhuis, Jacco Eltingh en Jan Siemerink - die eind jaren 80 opkwam.
Tussen 1995 en 2000 werd hij getraind door Tjerk Bogstra.

## Speelstijl
Siemerink was een linkshandige technische speler die speelde op basis van de timing, touch en souplesse. Hij was niet groot en sterk maar wel snel, explosief en met goede reflexen. Hij had een goede service die hij met precisie en effect goed naar buiten en binnen kon slaan. Het was een korte explosieve slag met een lage opgooi. De service was hard maar niet heel hard. Daarvoor was hij ook te klein (1,83 M). De volley was zijn sterkste onderdeel. Hij had goed voetenwerk in het oplopen. Het sloot goed aan op zijn slagen. Gecombineerd met zijn sterke volleyreflex was hij in staat om de tegenstander onder druk te zetten. Siemerink was een natuurlijke aanvaller die veel deed vanuit de instinctieve (re)actie.
Zijn forehand was zijn zwakste onderdeel. Het was geen wapen en hij was niet erg vast in de forehand. Siemerinks backhand was beter dan zijn forehand maar het was ook geen sterk onderdeel. Al had hij wel een behoorlijke slice. Maar hij was ook in de backhand - op de slice na - niet vast. Zijn voetenwerk was goed. Lichtvoetig en met kleine snelle passen bewoog hij zich goed over de baan.

## Na de tenniscarrière
Na het einde van zijn sportcarrière is hij zich gaan bezighouden met het geven van "tennis clinics". Ook is hij regelmatig te horen als televisiecommentator bij tenniswedstrijden bij de NOS. Hij trad op 1 januari 2007 in dienst als captain van het Nederlands Davis Cup team.
Met ingang van 18 februari 2018 is Jan Siemerink teammanager van het eerste elftal van Ajax. Op 3 februari 2021 werd duidelijk dat Siemerink met zijn team vergeten was om topaankoop Sébastien Haller in te schrijven voor het vervolg van de Europa League.

## Overwinningen

### Enkelspel (4)
| No.              | Datum            | Toernooi        | Ondergrond    | Tegenstander in finale | Score                         | Details |
| ---------------- | ---------------- | --------------- | ------------- | ---------------------- | ----------------------------- | ------- |
| 1.               | 28 april 1991    | ATP Singapore   | Hardcourt     | Gilad Bloom            | 6-3, 6-4                      | Details |
| 2.               | 23 juni 1996     | ATP Nottingham  | Gras          | Sandon Stolle          | 6-3, 7-6(0)                   | Details |
| 3.               | 8 maart 1998     | ATP Rotterdam   | Hardcourt     | Thomas Johansson       | 6-2, 7-6(2)                   | Details |
| 4.               | 4 oktober 1998   | ATP Toulouse    | Hardcourt     | Greg Rusedski          | 6-4, 6-4                      | Details |
| Verloren finales |                  |                 |               |                        |                               |         |
| 1.               | 20 oktober 1991  | ATP Wenen       | Tapijt (i)    | Michael Stich          | 4-6, 4-6, 4-6                 | Details |
| 2.               | 7 februari 1993  | ATP Marseille   | Tapijt (i)    | Marc Rosset            | 2-6, 6-7(1)                   | Details |
| 3.               | 30 juli 1995     | ATP Amsterdam   | Gravel        | Marcelo Ríos           | 4-6, 5-7, 4-6                 | Details |
| 4.               | 27 augustus 1995 | ATP Long Island | Hardcourt     | Jevgeni Kafelnikov     | 6-7(0), 2-6                   | Details |
| 5.               | 1 oktober 1995   | ATP Bazel       | Hardcourt (i) | Jim Courier            | 7-6(2), 6-7(5), 7-5, 2-6, 5-7 | Details |
| 6.               | 18 augustus 1996 | ATP New Haven   | Hardcourt     | Alex O'Brien           | 6-7(6), 4-6                   | Details |
| 7.               | 13 oktober 1996  | ATP Wenen       | Tapijt (i)    | Boris Becker           | 4-6, 7-6(7), 2-6, 3-6         | Details |
| 8.               | 9 november 1997  | ATP Stockholm   | Hardcourt     | Jonas Björkman         | 6-3, 6-7(2), 2-6, 4-6         | Details |

### Dubbelspel
| Nr.                          | Datum           | Toernooi        | Ondergrond | Partner          | Tegenstanders in finale             | Score                  | Details |
| ---------------------------- | --------------- | --------------- | ---------- | ---------------- | ----------------------------------- | ---------------------- | ------- |
| Gewonnen finales herendubbel |                 |                 |            |                  |                                     |                        |         |
| 1.                           | 28 juli 1991    | ATP Hilversum   | Gravel     | Richard Krajicek | Francisco Clavet Magnus Gustafsson  | 7-5, 6-4               | Details |
| 2.                           | 21 maart 1993   | ATP Miami       | Hardcourt  | Richard Krajicek | Patrick McEnroe Jonathan Stark      | 6-7, 6-4, 7-6          | Details |
| 3.                           | 6 februari 1994 | ATP Marseille   | Hardcourt  | Daniel Vacek     | Martin Damm Jevgeni Kafelnikov      | 6-7, 6-4, 6-1          | Details |
| 4.                           | 31 juli 1994    | ATP Hilversum   | Gravel     | Daniel Orsanic   | David Adams Andrej Olchovski        | 6-4, 6-2               | Details |
| 5.                           | 18 juni 1995    | ATP Rosmalen    | Gras       | Richard Krajicek | Hendrik Jan Davids Andrej Olchovski | 7-5, 6-3               | Details |
| 6.                           | 22 oktober 1995 | ATP Wenen       | Hardcourt  | Ellis Ferreira   | Todd Woodbridge Mark Woodforde      | 6-4, 7-5               | Details |
| 7.                           | 14 januari 1996 | ATP Sydney      | Hardcourt  | Ellis Ferreira   | Patrick McEnroe Sandon Stolle       | 5-7, 6-4, 6-1          | Details |
| 8.                           | 28 april 1996   | ATP Monte Carlo | Gravel     | Ellis Ferreira   | Jonas Björkman Nicklas Kulti        | 2-6, 6-3, 6-2          | Details |
| 9.                           | 21 juni 1998    | ATP Rosmalen    | Gras       | Guillaume Raoux  | Joshua Eagle Andrew Florent         | 7-6, 6-2               | Details |
| 10.                          | 20 juni 1999    | ATP Rosmalen    | Gras       | Leander Paes     | Ellis Ferreira David Rikl           | afgelast vanwege regen | Details |
| 11.                          | 7 mei 2000      | ATP Orlando     | Gravel     | Leander Paes     | Justin Gimelstob Sébastien Lareau   | 6-3, 6-4               | Details |
| Verloren finales herendubbel |                 |                 |            |                  |                                     |                        |         |
| 1.                           | 16 juni 1991    | ATP Rosmalen    | Gras       | Richard Krajicek | Hendrik Jan Davids Paul Haarhuis    | 3-6, 6-7               | Details |
| 2.                           | 13 oktober 1991 | ATP Berlijn     | Tapijt (i) | Daniel Vacek     | Petr Korda Karel Nováček            | 6-3, 5-7, 5-7          | Details |
| 3.                           | 8 januari 1995  | ATP Doha        | Hardcourt  | Andrej Olchovski | Stefan Edberg Magnus Larsson        | 6-7, 2-6               | Details |
| 4.                           | 24 juli 1995    | ATP Stuttgart   | Gravel     | Ellis Ferreira   | Tomás Carbonell Francisco Roig      | 6-7, 2-6               | Details |
| 5.                           | 12 januari 1997 | ATP Sydney      | Hardcourt  | Paul Haarhuis    | Luis Lobo Javier Sánchez            | 4-6, 7-6, 3-6          | Details |
| 6.                           | 15 maart 1998   | ATP Kopenhagen  | Tapijt (i) | Brett Steven     | Tom Kempers Menno Oosting           | 4-6, 6-7               | Details |
| 7.                           | 4 oktober 1998  | ATP Toulouse    | Hardcourt  | Paul Haarhuis    | Olivier Delaître Fabrice Santoro    | 2-6, 4-6               | Details |

## Prestatietabel
| Legenda | Legenda                          |
| ------- | -------------------------------- |
| g.t.    | geen toernooi gehouden           |
| l.c.    | lagere categorie                 |
| –       | niet deelgenomen                 |
| G       | uitgeschakeld in de groepsfase   |
| 1R      | uitgeschakeld in de eerste ronde |
| 2R      | uitgeschakeld in de tweede ronde |
| 3R      | uitgeschakeld in de derde ronde  |
| 4R      | uitgeschakeld in de vierde ronde |
| KF      | uitgeschakeld in de kwartfinale  |
| HF      | uitgeschakeld in de halve finale |
| F       | de finale verloren               |
| W       | het toernooi gewonnen            |
| w-v     | winst/verlies-balans             |

### Prestatietabel enkelspel
| Grandslamtoernooien                                     |                  |                  |                  |                  |                  |                  |                  |                  |                  |                  |                  |                  |                  |                      |                      |                      |
| Australian Open                                         | –                | 4R               | 2R               | 3R               | 2R               | 2R               | 3R               | 1R               | 2R               | 1R               | 1R               | 2R               | –                | 0 / 11               | 12-11                |                      |
| Roland Garros                                           | –                | 1R               | 1R               | 1R               | –                | 1R               | 2R               | 3R               | 1R               | 1R               | –                | 1R               | –                | 0 / 9                | 3-9                  |                      |
| Wimbledon                                               | –                | 1R               | 1R               | 1R               | –                | 3R               | 1R               | 1R               | KF               | 1R               | 1R               | 1R               | –                | 0 / 10               | 6-10                 |                      |
| US Open                                                 | –                | 3R               | 3R               | 2R               | 1R               | 1R               | 3R               | 1R               | 4R               | 1R               | 1R               | 2R               | –                | 0 / 11               | 11-11                |                      |
| Winst-verlies                                           | 0-0              | 5-4              | 3-4              | 3-4              | 1-2              | 3-4              | 5-4              | 2-4              | 8-4              | 0-4              | 0-3              | 2-4              | 0-0              | 0 / 41               | 32-41                |                      |
| Olympische Spelen                                       |                  |                  |                  |                  |                  |                  |                  |                  |                  |                  |                  |                  |                  |                      |                      |                      |
| Olympische Spelen                                       | geen toernooi    | geen toernooi    | 1R               | geen toernooi    | geen toernooi    | geen toernooi    | 1R               | geen toernooi    | geen toernooi    | geen toernooi    | –                | geen toernooi    | geen toernooi    | 0 / 2                | 0-2                  |                      |
| Super 9 / Tennis Masters Series / ATP Masters Series    |                  |                  |                  |                  |                  |                  |                  |                  |                  |                  |                  |                  |                  |                      |                      |                      |
| Indian Wells                                            | –                | –                | –                | –                | –                | –                | –                | –                | –                | 3R               | –                | –                | –                | 0 / 1                | 2-1                  |                      |
| Miami                                                   | –                | 3R               | 1R               | 1R               | 4R               | 4R               | 2R               | 2R               | 3R               | 3R               | –                | 2R               | –                | 0 / 10               | 11-10                |                      |
| Monte Carlo                                             | –                | –                | 1R               | 1R               | –                | 2R               | 2R               | 2R               | 1R               | 1R               | –                | –                | –                | 0 / 7                | 3-7                  |                      |
| Rome                                                    | –                | 1R               | 1R               | 3R               | 2R               | 2R               | 1R               | 2R               | 1R               | 2R               | –                | –                | –                | 0 / 9                | 6-9                  |                      |
| Hamburg                                                 | –                | –                | 1R               | –                | –                | 2R               | 1R               | 1R               | 1R               | –                | –                | –                | –                | 0 / 5                | 1-5                  |                      |
| Stockholm                                               | –                | 2R               | 1R               | –                | –                | lagere categorie | lagere categorie | lagere categorie | lagere categorie | lagere categorie | lagere categorie | lagere categorie | lagere categorie | 0 / 2                | 1-2                  |                      |
| Essen                                                   | geen toernooi    | geen toernooi    | geen toernooi    | geen toernooi    | geen toernooi    | 2R               | geen toernooi    | geen toernooi    | geen toernooi    | geen toernooi    | geen toernooi    | geen toernooi    | geen toernooi    | 0 / 1                | 0-1                  |                      |
| Stuttgart                                               | lagere categorie | lagere categorie | lagere categorie | lagere categorie | lagere categorie | lagere categorie | HF               | 2R               | 3R               | –                | –                | –                | g.t.             | 0 / 3                | 6-3                  |                      |
| Montréal/Toronto                                        | –                | –                | –                | –                | –                | –                | –                | 2R               | 1R               | 2R               | –                | –                | –                | 0 / 3                | 2-3                  |                      |
| Cincinnati                                              | –                | –                | 1R               | 3R               | –                | 3R               | 1R               | KF               | 3R               | 2R               | –                | –                | –                | 0 / 7                | 10-7                 |                      |
| Parijs                                                  | –                | 1R               | –                | –                | –                | 3R               | 1R               | 2R               | 2R               | –                | –                | –                | –                | 0 / 5                | 2-5                  |                      |
| Winst-verlies                                           | 0-0              | 3-4              | 0-6              | 4-4              | 4-2              | 9-7              | 5-7              | 8-8              | 4-8              | 6-6              | 0-0              | 1-1              | 0-0              | 0 / 53               | 44-53                |                      |
| ATP Championship Series / ATP International Series Gold |                  |                  |                  |                  |                  |                  |                  |                  |                  |                  |                  |                  |                  |                      |                      |                      |
| Antwerpen                                               | geen toernooi    | geen toernooi    | lagere categorie | lagere categorie | lagere categorie | g.t.             | 2R               | 2R               | 2R               | geen toernooi    | geen toernooi    | geen toernooi    | geen toernooi    | 0 / 3                | 2-3                  |                      |
| Barcelona                                               | –                | –                | –                | –                | –                | –                | –                | 1R               | –                | –                | –                | –                | –                | 0 / 1                | 0-1                  |                      |
| Brussel Indoor                                          | –                | –                | 2R               | geen toernooi    | geen toernooi    | geen toernooi    | geen toernooi    | geen toernooi    | geen toernooi    | geen toernooi    | geen toernooi    | geen toernooi    | geen toernooi    | 0 / 1                | 1-1                  |                      |
| Indianapolis                                            | –                | –                | –                | –                | –                | –                | –                | –                | –                | HF               | 1R               | –                | –                | 0 / 2                | 3-2                  |                      |
| Kitzbühel                                               | lagere categorie | lagere categorie | lagere categorie | lagere categorie | lagere categorie | lagere categorie | lagere categorie | lagere categorie | lagere categorie | –                | –                | 1R               | –                | 0 / 1                | 0-1                  |                      |
| Londen Indoor                                           | geen toernooi    | geen toernooi    | geen toernooi    | geen toernooi    | geen toernooi    | geen toernooi    | geen toernooi    | geen toernooi    | HF               | 1R               | –                | g.t.             | g.t.             | 0 / 2                | 3-2                  |                      |
| Milaan                                                  | lagere categorie | lagere categorie | lagere categorie | 2R               | 2R               | –                | 2R               | –                | geen toernooi    | geen toernooi    | geen toernooi    | lagere categorie | lagere categorie | 0 / 3                | 3-3                  |                      |
| New Haven                                               | –                | 3R               | 1R               | 1R               | 3R               | 2R               | F                | 2R               | 3R               | lagere categorie | lagere categorie | lagere categorie | lagere categorie | 0 / 8                | 13-8                 |                      |
| Rotterdam                                               | lagere categorie | lagere categorie | lagere categorie | lagere categorie | lagere categorie | lagere categorie | lagere categorie | lagere categorie | lagere categorie | 1R               | 2R               | 1R               | 1R               | 0 / 4                | 1-4                  |                      |
| Stuttgart Indoor                                        | –                | HF               | KF               | –                | –                | KF               | hogere categorie | hogere categorie | hogere categorie | hogere categorie | hogere categorie | hogere categorie | g..              | 0 / 3                | 7-3                  |                      |
| Stuttgart Outdoor                                       | –                | 1R               | –                | –                | –                | 1R               | –                | –                | –                | –                | –                | –                | l.c.             | 0 / 2                | 0-2                  |                      |
| Tokio Outdoor                                           | –                | 1R               | 2R               | 3R               | 1R               | 2R               | 2R               | –                | –                | –                | –                | –                | –                | 0 / 6                | 3-6                  |                      |
| Wenen                                                   | lagere categorie | lagere categorie | lagere categorie | lagere categorie | lagere categorie | lagere categorie | F                | 1R               | 1R               | 2R               | –                | –                | –                | 0 / 4                | 5-3                  |                      |
| Winst-verlies                                           | 0-0              | 5-4              | 4-4              | 3-3              | 3-3              | 3-4              | 11-5             | 1-4              | 6–4              | 4-3              | 1-2              | 0-2              | 0-1              | 0 / 40               | 41-39                |                      |
| ATP World Series / ATP International Series             |                  |                  |                  |                  |                  |                  |                  |                  |                  |                  |                  |                  |                  |                      |                      |                      |
| Adelaide                                                | –                | –                | 1R               | –                | –                | –                | –                | –                | 2R               | –                | –                | –                | –                | 0 / 2                | 1-2                  |                      |
| Amsterdam                                               | geen toernooi    | geen toernooi    | geen toernooi    | geen toernooi    | geen toernooi    | F                | –                | –                | –                | –                | 2R               | 2R               | g.t.             | 0 / 3                | 6-3                  |                      |
| Amersfoort                                              | geen toernooi    | geen toernooi    | geen toernooi    | geen toernooi    | geen toernooi    | geen toernooi    | geen toernooi    | geen toernooi    | geen toernooi    | geen toernooi    | geen toernooi    | geen toernooi    | 1R               | 0 / 1                | 0-1                  |                      |
| Antwerpen                                               | geen toernooi    | geen toernooi    | –                | 1R               | –                | g.t.             | hogere categorie | hogere categorie | hogere categorie | geen toernooi    | geen toernooi    | geen toernooi    | geen toernooi    | 0 / 1                | 0-1                  |                      |
| Atlanta                                                 | geen toernooi    | geen toernooi    | –                | –                | –                | –                | –                | –                | –                | –                | –                | 1R               | g.t.             | 0 / 1                | 0-1                  |                      |
| Auckland                                                | –                | –                | –                | –                | –                | KF               | –                | –                | –                | –                | –                | –                | –                | 0 / 1                | 2-1                  |                      |
| Bazel                                                   | –                | –                | 1R               | 2R               | 1R               | F                | 1R               | 1R               | 1R               | 1R               | –                | –                | –                | 0 / 8                | 4-8                  |                      |
| Berlijn                                                 | –                | 2R               | geen toernooi    | geen toernooi    | geen toernooi    | geen toernooi    | geen toernooi    | geen toernooi    | geen toernooi    | geen toernooi    | geen toernooi    | geen toernooi    | geen toernooi    | 0 / 1                | 1-1                  |                      |
| Bordeaux                                                | –                | –                | –                | –                | 1R               | –                | geen toernooi    | geen toernooi    | geen toernooi    | geen toernooi    | geen toernooi    | geen toernooi    | geen toernooi    | 0 / 1                | 0-1                  |                      |
| Doha                                                    | geen toernooi    | geen toernooi    | geen toernooi    | 2R               | –                | KF               | 1R               | 1R               | –                | 1R               | 1R               | –                | –                | 0 / 6                | 3-6                  |                      |
| Estoril                                                 | –                | –                | –                | –                | –                | –                | –                | –                | –                | –                | –                | 2R               | –                | 0 / 1                | 1-1                  |                      |
| Halle                                                   | geen toernooi    | geen toernooi    | geen toernooi    | 1R               | –                | 1R               | –                | –                | 2R               | KF               | –                | –                | –                | 0 / 4                | 3-4                  |                      |
| Hilversum                                               | –                | 1R               | KF               | –                | 1R               | geen toernooi    | geen toernooi    | geen toernooi    | geen toernooi    | geen toernooi    | geen toernooi    | geen toernooi    | geen toernooi    | 0 / 3                | 2-3                  |                      |
| Hongkong                                                | –                | –                | KF               | 2R               | 1R               | 2R               | HF               | –                | –                | –                | –                | –                | –                | 0 / 5                | 7-5                  |                      |
| Houston                                                 | geen toernooi    | geen toernooi    | geen toernooi    | geen toernooi    | geen toernooi    | geen toernooi    | geen toernooi    | geen toernooi    | geen toernooi    | geen toernooi    | geen toernooi    | 1R               | –                | 0 / 1                | 0-1                  |                      |
| Jakarta                                                 | geen toernooi    | geen toernooi    | geen toernooi    | 2R               | –                | –                | –                | geen toernooi    | geen toernooi    | geen toernooi    | geen toernooi    | geen toernooi    | geen toernooi    | 0 / 1                | 1-1                  |                      |
| Kitzbühel                                               | –                | –                | –                | KF               | –                | –                | –                | –                | –                | –                | hogere categorie | hogere categorie | hogere categorie | 0 / 1                | 2-1                  |                      |
| Kopenhagen                                              | g.t.             | –                | 1R               | –                | 2R               | KF               | 2R               | –                | HF               | –                | 1R               | KF               | –                | 0 / 7                | 10-7                 |                      |
| Londen                                                  | –                | –                | –                | –                | –                | –                | –                | 1R               | –                | –                | 1R               | 3R               | –                | 0 / 3                | 2-3                  |                      |
| Long Island                                             | –                | 1R               | –                | 1R               | –                | F                | 1R               | 1R               | 2R               | 1R               | –                | –                | –                | 0 / 7                | 5-7                  |                      |
| Los Angeles                                             | –                | –                | –                | –                | –                | –                | 2R               | –                | –                | –                | –                | –                | –                | 0 / 1                | 1-1                  |                      |
| Lyon                                                    | –                | –                | –                | –                | –                | –                | 2R               | –                | 1R               | 2R               | –                | –                | –                | 0 / 3                | 2-3                  |                      |
| Manchester                                              | –                | 1R               | –                | –                | –                | geen toernooi    | geen toernooi    | geen toernooi    | geen toernooi    | geen toernooi    | geen toernooi    | geen toernooi    | geen toernooi    | 0 / 1                | 0-1                  |                      |
| Marseille                                               | geen toernooi    | geen toernooi    | geen toernooi    | F                | 1R               | 1R               | –                | –                | –                | –                | 2R               | –                | –                | 0 / 4                | 5-4                  |                      |
| Moskou                                                  | –                | KF               | 2R               | –                | –                | 1R               | –                | –                | –                | 1R               | –                | –                | –                | 0 / 4                | 3-4                  |                      |
| München                                                 | –                | –                | –                | –                | –                | –                | –                | –                | –                | 1R               | –                | –                | –                | 0 / 1                | 0-1                  |                      |
| Newport                                                 | –                | –                | –                | –                | –                | –                | –                | –                | –                | –                | –                | 1R               | –                | 0 / 1                | 0-1                  |                      |
| Nottingham                                              | geen toernooi    | geen toernooi    | geen toernooi    | geen toernooi    | geen toernooi    | –                | W                | 2R               | –                | –                | –                | –                | –                | 1 / 2                | 6-1                  |                      |
| Orlando                                                 | geen toernooi    | geen toernooi    | geen toernooi    | geen toernooi    | geen toernooi    | geen toernooi    | geen toernooi    | –                | –                | –                | 2R               | geen toernooi    | geen toernooi    | 0 / 1                | 1-1                  |                      |
| Osaka                                                   | geen toernooi    | geen toernooi    | geen toernooi    | 1R               | –                | geen toernooi    | geen toernooi    | geen toernooi    | geen toernooi    | geen toernooi    | geen toernooi    | geen toernooi    | geen toernooi    | 0 / 1                | 0-1                  |                      |
| Ostrava                                                 | geen toernooi    | geen toernooi    | geen toernooi    | geen toernooi    | KF               | –                | –                | 1R               | –                | geen toernooi    | geen toernooi    | geen toernooi    | geen toernooi    | 0 / 2                | 2-2                  |                      |
| Rosmalen                                                | 2R               | 2R               | 2R               | 2R               | –                | 2R               | KF               | –                | HF               | 1R               | 2R               | 1R               | –                | 0 / 10               | 11-10                |                      |
| Rotterdam                                               | –                | KF               | KF               | 2R               | 1R               | 2R               | 1R               | 1R               | W                | hogere categorie | hogere categorie | hogere categorie | hogere categorie | 1 / 8                | 11-7                 |                      |
| Sankt Pölten                                            | geen toernooi    | geen toernooi    | geen toernooi    | geen toernooi    | –                | –                | –                | –                | –                | –                | –                | KF               | –                | 0 / 1                | 2-1                  |                      |
| San Marino                                              | –                | –                | –                | –                | –                | –                | –                | –                | –                | –                | KF               | geen toernooi    | geen toernooi    | 0 / 1                | 2-1                  |                      |
| Schenectady                                             | –                | –                | –                | –                | 1R               | geen toernooi    | geen toernooi    | geen toernooi    | geen toernooi    | geen toernooi    | geen toernooi    | geen toernooi    | geen toernooi    | 0 / 1                | 0-1                  |                      |
| Seoel                                                   | –                | KF               | –                | –                | HF               | –                | –                | geen toernooi    | geen toernooi    | geen toernooi    | geen toernooi    | geen toernooi    | geen toernooi    | 0 / 2                | 5-2                  |                      |
| Singapore                                               | HF               | W                | 2R               | geen toernooi    | geen toernooi    | geen toernooi    | –                | hogere categorie | hogere categorie | hogere categorie | geen toernooi    | geen toernooi    | geen toernooi    | 1 / 3                | 9-2                  |                      |
| Sint-Petersburg                                         | geen toernooi    | geen toernooi    | geen toernooi    | geen toernooi    | geen toernooi    | geen toernooi    | –                | –                | –                | HF               | –                | –                | –                | 0 / 1                | 3-1                  |                      |
| Split                                                   | geen toernooi    | geen toernooi    | geen toernooi    | geen toernooi    | geen toernooi    | geen toernooi    | geen toernooi    | geen toernooi    | 2R               | geen toernooi    | geen toernooi    | geen toernooi    | geen toernooi    | 0 / 1                | 1-1                  |                      |
| Stockholm                                               | hogere categorie | hogere categorie | hogere categorie | hogere categorie | hogere categorie | –                | 2R               | F                | –                | –                | –                | –                | –                | 0 / 2                | 5-2                  |                      |
| Sydney Outdoor                                          | –                | –                | 1R               | –                | 1R               | –                | 1R               | 1R               | –                | 1R               | –                | –                | –                | 0 / 5                | 0-5                  |                      |
| Tasjkent                                                | geen toernooi    | geen toernooi    | geen toernooi    | geen toernooi    | geen toernooi    | geen toernooi    | geen toernooi    | –                | –                | –                | 1R               | 1R               | –                | 0 / 2                | 0-2                  |                      |
| Tel Aviv                                                | 1R               | –                | –                | –                | –                | –                | –                | geen toernooi    | geen toernooi    | geen toernooi    | geen toernooi    | geen toernooi    | geen toernooi    | 0 / 1                | 0-1                  |                      |
| Toulouse                                                | –                | –                | HF               | 1R               | –                | 1R               | –                | 2R               | W                | 1R               | –                | –                | g.t.             | 1 / 6                | 9-5                  |                      |
| Wenen                                                   | 2R               | F                | HF               | KF               | KF               | 2R               | hogere categorie | hogere categorie | hogere categorie | hogere categorie | hogere categorie | hogere categorie | hogere categorie | 0 / 6                | 13-6                 |                      |
| Zagreb                                                  | geen toernooi    | geen toernooi    | geen toernooi    | geen toernooi    | geen toernooi    | geen toernooi    | –                | 2R               | geen toernooi    | geen toernooi    | geen toernooi    | geen toernooi    | geen toernooi    | 0 / 1                | 1-1                  |                      |
| Winst-verlies                                           | 5-4              | 17-9             | 15-12            | 14-14            | 8-12             | 21-14            | 14-11            | 7-11             | 20-8             | 6-11             | 6-9              | 9-10             | 0-1              | 4 / 130              | 142-126              |                      |
| Davis Cup                                               |                  |                  |                  |                  |                  |                  |                  |                  |                  |                  |                  |                  |                  |                      |                      |                      |
| Davis Cup                                               | –                | –                | 0-1              | –                | 2-0              | 1-0              | 1-2              | 1-3              | 3-0              | 1-2              | –                | 4-0              | –                | 0 / 8                | 13-8                 |                      |
| World Team Cup                                          |                  |                  |                  |                  |                  |                  |                  |                  |                  |                  |                  |                  |                  |                      |                      |                      |
| World Team Cup                                          | –                | –                | –                | –                | –                | –                | –                | 1-2              | –                | –                | –                | –                | –                | 0 / 1                | 1-2                  |                      |
| Carrière statistieken                                   |                  |                  |                  |                  |                  |                  |                  |                  |                  |                  |                  |                  |                  |                      |                      |                      |
| ATP Toernooien gespeeld                                 | 4                | 22               | 28               | 25               | 20               | 30               | 30               | 29               | 27               | 26               | 14               | 18               | 2                | Carrière totaal: 275 | Carrière totaal: 275 | Carrière totaal: 275 |
| ATP Finales                                             | 0                | 2                | 0                | 1                | 0                | 3                | 3                | 1                | 2                | 0                | 0                | 0                | 0                | Carrière totaal: 12  | Carrière totaal: 12  | Carrière totaal: 12  |
| ATP Toernooien gewonnen                                 | 0                | 1                | 0                | 0                | 0                | 0                | 1                | 0                | 2                | 0                | 0                | 0                | 0                | Carrière totaal: 4   | Carrière totaal: 4   | Carrière totaal: 4   |
| Statistieken per ondergrond                             |                  |                  |                  |                  |                  |                  |                  |                  |                  |                  |                  |                  |                  |                      |                      |                      |
| Hardcourt Gewonnen-Verloren                             | 3-2              | 16-7             | 10-12            | 11-13            | 9-11             | 19-12            | 15-14            | 10-14            | 18-11            | 9-11             | 2–8              | 6-6              | 0-1              | 2 / 124              | 128-122              |                      |
| Gravel Gewonnen-Verloren                                | 0-0              | 0-4              | 2-6              | 4-4              | 1-2              | 8-6              | 2-4              | 5-7              | 1-4              | 2-6              | 4-3              | 4-7              | 0-1              | 0 / 54               | 33-54                |                      |
| Gras Gewonnen-Verloren                                  | 1-1              | 1-3              | 1-2              | 1-3              | 0-0              | 3-3              | 7-4              | 1-3              | 8-3              | 2-3              | 1-3              | 2-4              | 0-0              | 1 / 33               | 28-32                |                      |
| Tapijt Gewonnen-Verloren                                | 1-1              | 13-7             | 9-8              | 8-5              | 8-6              | 7-8              | 12-8             | 4-8              | 14-6             | 4-6              | 0-0              | 4-0              | 0-0              | 1 / 64               | 84-63                |                      |
| Totaal winst-verlies                                    | 5-4              | 30-21            | 22-28            | 24-25            | 18-19            | 37-29            | 36-30            | 20-32            | 41-24            | 17-26            | 7-14             | 16-17            | 0-2              | 4 / 275              | 273-271              |                      |
| Eindejaarsranking                                       | 143              | 26               | 57               | 53               | 82               | 21               | 15               | 78               | 19               | 87               | 103              | 124              | 414              |                      |                      |                      |

### Prestatietabel grand slam, dubbelspel
| Toernooi        | 1991 | 1992 | 1993 | 1994 | 1995 | 1996 | 1997 | 1998 | 1999 | 2000 | 2001 |
| --------------- | ---- | ---- | ---- | ---- | ---- | ---- | ---- | ---- | ---- | ---- | ---- |
| Australian Open | 1R   | HF   | 3R   | 2R   | 1R   | 1R   | 1R   | 1R   | 2R   | 2R   | 1R   |
| Roland Garros   | 2R   | 1R   | 1R   | –    | 3R   | 1R   | 3R   | 1R   | 3R   | 1R   | 1R   |
| Wimbledon       | 1R   | 1R   | 1R   | –    | KF   | HF   | 1R   | 2R   | –    | 2R   | 2R   |
| US Open         | 2R   | 1R   | 1R   | 1R   | 1R   | 2R   | 1R   | 1R   | 1R   | 1R   | 1R   |